# 조셉 페리
조셉 페리(Joseph Feury, 1939년 1월 1일 ~ )는 댄서, 영화 프로듀서, 화가, 영화배우이다.

## 영화
- 고잉 쇼핑 (2005년) - 리치 역
- 천사의 미소 (1994년)
- 세 아들 (1989년)
- 공포의 추적자 (1971년)